# 溫斯羅普 (紐約州)
溫斯羅普（英語：Winthrop）是位於美國紐約州聖羅倫斯縣的普查規定居民點。

## 人口
根據2020年美國人口普查的數據，溫斯羅普的面積為7.25平方千米，當中陸地面積為7.19平方千米，而水域面積為0.06平方千米。當地共有人口489人，而人口密度為每平方千米67.45人。